# Blauwdruk

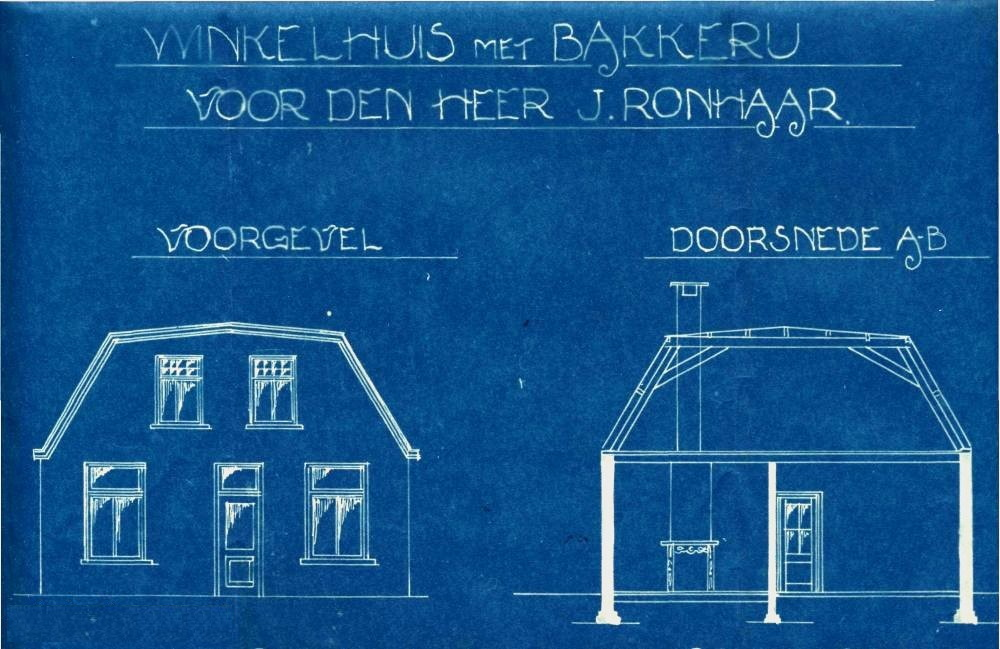
Blauwdruk uit 1923 van bakkerij.

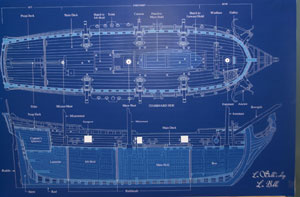
Moderne blauwdruk van het Franse galjoen La Belle.

Een blauwdruk is een met behulp van cyanotypie gemaakte directe fotografische kopie in witte lijnen op een blauwe achtergrond, waarbij de achtergrond blauw kleurt door het gebruik van cyanidezouten. 
Daarnaast is blauwdruk in de loop van de tijd ook de term geworden waarmee een nog niet uitgevoerd ontwerp van iets wordt aangeduid. Blauwdruk betekent in figuurlijke zin plan van uitvoering.

## Geschiedenis
Cyanotypie werd in 1842 uitgevonden door de Engelse astronoom en fotograaf John Herschel. Het is een manier om een fotogram te maken. Als lichtgevoelige laag gebruikte Herschel een mengsel van kaliumhexacyanoferraat en ammoniumijzercitraat, dat indien blootgesteld aan sterk licht verandert in Pruisisch blauw. Wanneer de chemische middelen zijn weggespoeld met water blijft er een stabiele blauwe kleur over, waarbij de niet belichte delen wit blijven. 
Cyanotypie bleek ook erg geschikt om tekeningen in meervoud te maken. De tekeningen werden hiertoe met Oost-Indische inkt op lichtdoorlatend calqueerpapier getekend, en die tekeningen werden direct op een drager met lichtgevoelige materiaal werd gelegd, waardoor een contactafdruk kon worden verkregen, waarbij de afdruk dus altijd precies dezelfde grootte had als de originele tekening. 
Deze calque kon zo vaak als men wilde, worden belicht, waarbij de zwarte inktlijnen het licht tegenhielden en als witte lijnen op de blauwe afdruk terechtkwamen. Dit specifieke gebruik van cyanotypie werd bekend als blauwdruk.
Gedurende bijna een eeuw was cyanotypie de enige simpele en goedkope manier om tekeningen in meervoud te maken. De techniek werd dan ook meteen gebruikt in de industrie, speciaal voor bouwplannen op groot formaat voor machines, zoals locomotieven, en voor architectonische bouwwerken. 
In de loop van de twintigste eeuw werden varianten op deze techniek geïntroduceerd, zoals de diazotypie, ook wel aangeduid met de merknaam ozalid.

## Gebruik van blauwdrukken

### Drukkerijen
In de drukkerswereld is een blauwdruk of ozalid een proefdruk die tot stand komt door het speciale, lichtgevoelige diazopapier (zoals men dat kent van planafdrukken) te belichten door een film van een opgemaakte bladzijde.
Blauwdrukken worden (in de reprografie) aangemaakt voor de technische controle maar ook voor de finale controle door de opdrachtgever of de vormgever.

### Techniek en bouw
In de techniek werden blauwdrukken gebruikt om duplicaten te maken van technische tekeningen. Deze blauwdrukken werden gebruikt voor de bouw of productie van het getekende. 
Het gebruik van blauwdrukken in de techniek en bouw is vervangen door enerzijds andere fotokopieertechnieken en anderzijds de opkomst van computergesteund ontwerpen (CAD) en het afdrukken van de computertekeningen met plotters en grote printers.

## Blauwdruk als metafoor
Gebruikt als metafoor, verwijst blauwdruk naar “een gedetailleerd ontwerp van iets dat in uitvoering genomen gaat worden.”